# Copa Sul-Minas
De Copa Sul-Minas was een kampioenschap dat werd opgericht door voetbalclubs uit de staten Paraná, Santa Catarina, Rio Grande do Sul en Minas Gerais. Het was de opvolger van de Copa Sul, die alleen in het jaar 1999 werd gehouden. De clubs uit Minas Gerais besloten zich aan te sluiten bij de clubs uit het zuiden omdat zij in de Copa Centro Oeste weinig te duchten hadden van tegenstanders uit andere staten. Daarmee werd het de Copa Sul-Minas. De laatste editie werd gehouden in 2002. Daarna boden hervormingen in de nationale competitie geen plek meer aan interregionale toernooien. De winnaar van het toernooi plaatste zich voor de Copa dos Campeões, waar de winnaars van alle interregionale toernooien tegen elkaar speelden.
Na één editie van de Copa Sul en drie van de Copa Sul-Minas werd de competitie opgeheven. Het afschaffen van het knock-outsysteem in de nationale competitie en de introductie van het huidige competitiemodel maakten de speelkalender zo vol dat er geen ruimte was voor interregionale competities. Naast de drang het voorbeeld van andere grote voetballanden te volgen, was voor het CBF ook het grote succes van de interregionale competities een reden om de nationale competitie om te vormen. De interregionale competities werden sportief en financieel gezien steeds interessanter en kregen steeds vaker de meeste aandacht. De interregionale competities werden georganiseerd door clubs zelf en niet door een bond, hetgeen ook een doorn in het oog was van de CBF.
Gefinancierd werd de Copa Sul-Minas door Globo, het grootste Braziliaanse televisiestation. Zij exploiteerden het toernooi en zonden de wedstrijden uit. Van de opbrengsten kregen de deelnemende clubs vanzelfsprekend een eerlijk deel. In het contract tussen Globo en de clubs werden alle bedragen in dollars vastgelegd. Toen in 2002 de wisselkoers van de dollar ten opzichte van de real steeg, werd het contract minder attractief voor Globo. Ook dit droeg eraan bij, dat de Copa Sul-Minas verdween. De contractbreuk werd nog door enkele clubs aangevochten bij de rechter, maar geen schadevergoedingen hoefden betaald te worden.

## Kampioenen

### Copa Sul
| 1999 Details | Grêmio | 2 - 1 0 - 2 1 - 0 Totaal 3 - 3 | Paraná | Internacional | Atlético Paranaense |

### Copa Sul-Minas
| 2000 Details | América Mineiro | 1 - 0 2 - 1 Totaal 3 - 1 | Cruzeiro            | Atlético Paranaense | Paraná           |
| 2001 Details | Cruzeiro        | 2 - 0 3 - 0 Totaal 5 - 0 | Coritiba            | Atlético Mineiro    | Grêmio           |
| 2002 Details | Cruzeiro        | 2 - 1 1 - 0 Totaal 3 - 1 | Atlético Paranaense | Grêmio              | Atlético Mineiro |

1999 · 2000 · 2001 · 2002